# 格拉德溫 (密歇根州)
格拉德溫（英語：Gladwin）是一個位於美國密歇根州格拉德溫縣的城市。根據2010年美國人口普查，該地共人口2933人，2018年估計有2887人。而該地的面積約為7.51平方千米。同時該地也是格拉德溫縣的縣治。

## 地理
格拉德溫的座標為43°58′59″N 84°29′23″W / 43.98306°N 84.48972°W，而該地的平均海拔高度為239米（即784英尺）。

## 歷史
格拉德溫以亨利·格拉德溫的名字命名，他是龐蒂亞克戰爭期間底特律的英國軍事指揮官。 該地於1831年命名，因密歇根州的木材繁榮時期而在1875年成立。位於杉河上的這座城市被命名為雪松（Cedar），因發現另一個密歇根州的城鎮使用了相同的名字，而改名。此後，這座城市以縣名命名。格拉德溫的第一座教堂是一所循道宗教堂，於1878年3月31日竣工。第一所學校由艾薩克·漢納（Isaac Hanna）於1878年秋天建造，後於1883年被四間單室學校所取代。

## 運輸
- 18號密西根州州道
- 61號密西根州州道

## 政府
格拉德溫市由其市長和僅有八人的市議會管理。

## 外部連結
- （英文）格拉德溫市官方網站 （页面存档备份，存于）